# ان‌جی‌سی ۷۵۰۱
ان‌جی‌سی ۷۵۰۱ (انگلیسی: NGC 7501) یک کهکشان بیضوی است که در صورت فلکی حوت قرار دارد. این کهکشان در ۲ سپتامبر ۱۸۶۴ توسط ستاره شناس آلبرت مارت کشف شد.